# Spahbod
Spahbod o Spahbed (persiano: سپهبد - è parola costituita dai due sostantivi Spah (سپه, "esercito") e bod (بد, "signore"). Era un titolo utilizzato già dall'esercito partico e, più diffusamente, dall'esercito sasanide.
Da solo era utilizzato per identificare un ufficiale comandante in capo, ma quando era utilizzato nell'espressione Eran Spahbod (ايران سپهبد, "Iran Spahbod"), equivaleva al comandante generale di tutte le forze armate. 
Era il più alto grado militare, secondo al solo Imperatore (Shahanshah, "Re dei Re") e agiva da comandante in capo, da ministro della Guerra e da capo negoziatore. 
Durante la dinastia Pahlavi nel XX secolo, la parola è stata riutilizzata, nel quadro del tentativo di recuperare il passato preislamico della Persia, culminato nelle grandiose manifestazioni del bimillenario celebrativo di Dario, ma limitatamente al solo sostantivo Spahbod, per identificare il comandante in capo delle forze imperiali persiane.